# Jan Baptist Buelens
Jan(-)Baptist Buelens (Antwerpen, 3 november 1788 - aldaar, 17 januari 1868) was een Belgisch polemist.

## Leven
Buelens diende in het leger van Napoleon I, werd in 1815 tot priester gewijd en vestigde zich in zijn geboortestad, waar hij ook opsteller werd van het nieuwsblad De Antwerpenaer.
Toen Jan Frans Willems getuigde dat de taalstudie in Zuid-Nederland verwaarloosd werd sinds de Belgische Revolutie trok Buelens tegen die bewering te velde en daardoor ontstond de bekende Briefwisseling tusschen J.F. Willems, schrijver van het werk: Tael- en letterkundige Verhandeling, opzigtelyk de zuydelyke provintien der Nederlanden, en J.B. Buelens (Antwerpen 1821).
Buelens was ook een van degenen die geen eenheid van spelling voor het Hollands en het Vlaams dulden, menende dat daardoor het protestantisme de katholieke gewesten zou binnendringen.

## Werk
- Saemenspraeken over den Zegeprael van het kruys (Antwerpen 1821)
- Saemen-spraeken waerin de geloofsstukken der Catholyke kerk gepredikt door den Vic.-Gen. F.G. Verheylewegen en duyster en verward voorgesteld met klaerheyd worden uytgelegd doór J.B. Buelens (Antwerpen 1821) *Antwoord op het Sermoon gepredikt in de Kerk van den H. Rumoldus door den Z.E. Hr. F.G. Verheylewegen, den 4den der Lentemaend 1821 (Antwerpen 1821)
- Brief aen den Weledelen en hooggeboren Ridder XXX over den eigendom der kerkgebouwen door B.R.P. (Antwerpen 1826)
- Brief aen den Weledelen en hoogeboren Ridder XXX waerin bewezen wordt dat het tooneelspeeldersberoep eerloos is, en dat hen, indien zij zonder den theater te hebben afgezworen, sterven, de kerkelyke begraevenis, de gewyde aerde, enz. enz. moeten ontzegd worden (Antwerpen 1826)
- Brief aen den Weledelen en hooggeboren Ridder XXX, waarin getoond wordt dat het zonde is de hedendaegsche tooneelstukken by te wonen (Antwerpen 1826)
- Over het eerloos Tooneelberoep en het zondige bywonen der hedendaegsche schouwspelen (Antwerpen 1827)
- Beknoopt onderrigt voor de Deelgenooten van het oud en lofweerdig Broederschap van den H. Nicolaus, door J.B.B. Antw. 1836. Vlaemsche tael- en letterminnende protestant (Antwerpen 1842)
- De Heilige Dymphna, eerste maegd en martelares der Brabandsche Kempen (Antwerpen 1837)
- Het leven van St. Nicolaes (Antwerpen)